# Lornah Kiplagat

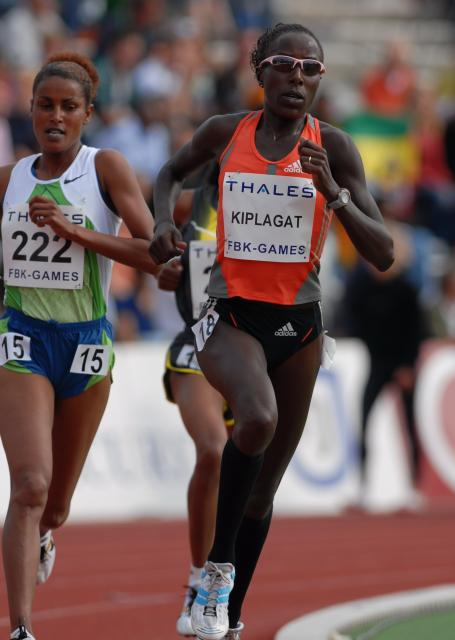
Lornah Kiplagat

Lornah Kiplagat, född den 1 maj 1974 i Kenya, är en nederländsk friidrottare som tävlar i långdistanslöpning.
Kiplagat deltog vid VM 2003 där hon slutade fyra på 10 000 meter. Hon blev femma både vid Olympiska sommarspelen 2004 och vid EM 2006. Vid Olympiska sommarspelen 2008 slutade hon på åttonde plats.
Förutom framgångarna på bana har hon blivit guldmedaljör 2007 och silvermedaljör 2006 vid VM i terränglöpning. Hon har även två gånger vunnit guld vid VM i halvmaraton, i en distans där hon innehar världsrekordet. 
Hon har även vunnit maraton i Amsterdam, Rotterdam och Osaka.

## Personliga rekord
- 10 000 meter - 30.12,53
- Halvmaraton - 1:06.25
- Maraton - 2:22.22